# Marija Tudor

Marija I. Tudor (Placentia Palace, Greenwich 18. veljače 1516. – St, James's Palace, 17. studenog 1558.), engleska kraljica te druga supruga Filipa II. Pretposljednja je vladarica iz dinastije Tudor poznata po svojem pokušaju obnavljanja katoličanstva u Engleskoj tijekom kojeg su pogubljena 283 istaknuta engleska protestanta.

## Kraljeva kći
Bila je kći engleskog kralja Henrika VIII. i njegove prve žene Katarine Aragonske, te, po majci, unuka katoličkih kraljeva koji su ujedini tada najmoćniju europsku silu, Španjolsku, Ferdinanda II. i Izabele.  
Bila je vrlo napredno, ali boležljivo dijete lošeg vida i problema sa sinusima zbog kojih je patila od jakih glavobolja. S devet godina je postala službena nasljednica svog oca Henrika VIII. premda je on silno želio imati muškog nasljednika.  

### Obrazovanje
Za njezin odgoj brinula se njezina majka Katarina koja ju je sama podučavala latinski jezik, a uz pomoć španjolskih učitelja učila je i grčki jezik, znanosti i glazbu. No, to nije značilo da su bile neprestano zajedno. Henrik je vrlo brzo poslao malu princezu u vlastito kućanstvo kako bi se posvetilo opsežnom, intenzivnom obrazovanju te izučavala nekoliko lekcija o upravljanju državom. 

### Očev alat za diplomaciju
Već kada je navršila dvije godine, njezin otac Henrik VIII. obećao je njezinu ruku sinu francuskog kralja Franje I. Nakon tri godine to obećanje je razvrgnuto, a Marija je obećana caru Svetog Rimskog Carstva Karlu V., no i taj je ugovor razvrgnut. Nakon toga je sklopljen novi ugovor prema kojem se Marija trebala udati za francuskog kralja Franju I., a ne za njegovog sina, no pripreme za vjenčanje omela je kraljeva "velika stvar". 

### Poništenje braka roditelja
Marijin se život uvelike pogoršao željom njezina oca Henrika VIII. da dobije muškog nasljednika, te poništenjem braka s njezinom majkom Katarinom Aragonskom. Henrik se potom oženio s Anom Boleyn što je rezultiralo raskolom s papom i Katoličkom crkvom. Marija je tako postala dijete iz nepostojećeg braka i time nezakonita.
Izaslanstvo Vijeća je obavijestilo princezu Mariju o Cranmerovoj presudi. Hrabro im je rekla da neće za kraljicu prihvatiti nikoga osim svoje majke, na što su joj izaslanici zabranili svaku komunikaciju s Katarinom i nisu joj dopustili ni da pošalje oproštajno pismo. Za Mariju bio je to početak dugih i tužnih godina punih iskušenja. Ana Boleyn ju je zbog te nepokolebljivosti mrzila. Prvo ju pokušavala podmititi srdačnim pismima, pozivima na dvor i obećanjima da će ju pomiriti s ocem. Marija joj je britko odgovarala da ne poznaje ni jednu drugu kraljicu Engleske osim svoje majke, no ako će se "Madam Boleyn" zauzeti za nju kod oca, ona će joj biti zahvalna. Anu je to razbjesnilo, ali pozvala ju je još jednom. Marija ju je odbila, pa je Ana počela prijetiti. No, to je prošlo bez željenog učinka. Ana je javno obznanila da će slomiti Marijin ponos utemeljen u njezinoj "neobuzdanoj španjolskoj krvi".
Mariji je slijedom svih tih događaja oduzeta titula princeze, odstranjena je s dvora. Njezino je kućanstvo razbaštinjeno. Morala je služiti kao dvorska dama svoje polusestre Elizabete. Usprkos bujici crnih i tjeskobnih misli te povrijeđenosti, Marija je zavoljela svoju polusestru.

### Majčina smrt
Nije joj bilo dopušteno da viđa svoju majku Katarinu, pa čak niti da prisustvuje njenom pogrebu 1536. godine. Odvojenost od majke je bitno narušilo Marijino zdravlje. Usprkos brojnih preklinjanjima njezine majke da posjeti bolesnu kćer, kralj to nikada nije odobrio iz straha da će podignuti vojsku na njega. Naime, Katarina Aragonska je čitav život, kao kći dotadašnjih najvećih europskih monarha, uživala velik utjecaj i popularnost diljem Europe. Henrik se bojao što bi njih dvije mogle postići jednom kada se ujedine u uroti protiv njega.
Marija je zapravo htjela pobjeći iz Engleske, no majka joj je to zabranila sve do svoje smrti. Nakon njezine smrti, kraljica Ana se pokušala pomiriti s njom, predosjećajući da će joj njezina blagost ubrzo biti potrebna. Međutim, to je bilo nemoguće. Marija je krivila Anu za sve nedaće koje su snašle nju i njezinu voljenu majku. Također je bila svjesna činjenice da je Ana strogo zabranila Henriku da komunicira s njom.

### Jane Seymour
Još dok je radila kao sluškinja u kućanstvu Katarine Aragonske, Jane je uspjela uspostaviti prijateljstvo s njom i njezinom kćeri Marijom. Tijekom kraljeve "velike stvari" pružila im je utjehu tople prijateljice. Postavši kraljicom godinama kasnije, Jane Seymour je obećala španjolskom veleposlaniku, Eustaceu Chapuysu, da će se boriti za Marijina nasljedna prava, na što joj je on rekao da je u Mariji stekla dragocjenu kćer koja će ju voljeti više od vlastite djece koju bi imala s Henrikom. 
Marija je na dvoru u to doba uživala veliku popularnost, na položaju do kraljice.

### Ana Klevska
Isprva skeptična s uvjerenom luterankom, Marija nije bila oduševljena novom kraljicom. Međutim, ubrzo su se, kao dvije vršnjakinje, sprijateljile. Navodno je Marija dijelom bila zaslužna za Anin preobrat na katoličanstvo.

### Katarina Howard
Nađeni su zapisi koji tvrde da se Marija nije odnosila s jednakim poštovanjem prema svojoj novoj maćehi, koja je usto bila i mlađa od nje. Nije ju smatrala jednako dostojanstvenom kao njezinu prethodnicu.

### Katarina Parr
Katarina Parr, potkraj Henrikove vladavine, ponovno je uspjela okupiti čitavu obitelj i pomiriti Henrika sa svojim kćerima pa su 1544. Zakonom o nasljeđivanju Marija i Elizabeta ponovno uvrštene u nasljednu liniju prve po redu nakon Eduarda.

## Kraljeva sestra
Nakon što je Henrik VIII. umro 1547. godine, naslijedio ga je sin Eduard VI., prvi engleski protestantski vladar koji je, putem Regentskog vijeća i svoga Lorda protektora, svog ujaka Edwarda Seymoura, u vjerski i politički život Engleske počeo uvoditi, ponekad i nasilnim metodama, protestantske običaje i pravila. Kako je Marija bila predana vjernica Katoličke crkve od nje je zatraženo da svoje vjerske običaje prakticira isključivo u vlastitoj kapeli. Kada su joj vlasti potpuno zabranile da prakticira svoju katoličku vjeru, Marija se obratila caru Svetog Rimskog Carstva Karlu V. koji je Engleskoj zaprijetio ratom ako se Mariji i dalje budu narušavale vjerske slobode. Nakon toga se na dvoru više nisu mješali u njezine vjerske običaje i slobode.

## Kraljičina rođakinja
Edvard VI. umro je vrlo rano i prije svoje smrti sastavio je oporuku prema kojoj su Marija i Elizabeta ponovno bile isključene iz nasljedne linije zbog toga što su bile rođene u poništenim brakovima Henrika VIII., pa je sljedeća u nasljednoj liniji bila gospa Frances Brandon, kćer njihove pokojne tete Marije. Henrikova sestra Marija je bila majka protestantice Jane Grey, a sve iz razloga kako ne bi došlo do restauracije katolicizma u Engleskoj. Povjesničari i pravni stručnjaci osporavaju pravnu valjanost ove oporuke iz više razloga, među kojima su najjači argumenti to što je oporuku sastavio tada maloljetni i teško bolesni Eduard VI. i to što je bila u protivnosti sa Zakonom o nasljeđivanju (Act of succesion) donesenim u vrijeme Henrika VIII.
Jane Grey je bila štićenica Eduardovog ujaka Thomasa Seymoura, koji je gorljivo zagovarao brak između Eduarda i Jane. Time je Seymour htio ojačati protestantizam u Engleskoj te svoj vlastiti utjecaj. Međutim, već je odavno bio smaknut. Jane je bila napredno i bistro dijete koja je imala teško djetinjstvo.
Dana 6. srpnja 1553. godine, naslijedila je englesku krunu, što je proklamirano dana 10. srpnja 1553. godine. U trenutku proglašenja Jane Grey kraljicom, tada u narodu mnogo popularnija Marija pobjegla je u Suffolk, skupila vojsku od 20.000 ljudi i do 19. srpnja umarširala u London i svrgnula Jane Grey s trona. Jane je od tada poznata kao kraljica koja je vlada točno devet dana. U trenutku Marijinog ulaska u London, Jane su već svi njezini pobornici bili napustili.

## Prva kraljica Engleske
Kako engleska povijest često odbacije tezu da je Jane Grey zakonito naslijedila krunu, Mariju smatraju svojom prvom kraljicom.
U početku svoje vladavine Marija je težila da bude milosrdna vladarica te je pustila mladu Jane Grey na slobodu jer je smatrala da je krunu bila preuzela pod prisilom. Svečanost na kojoj je Marija okrunjena održana je 1. listopada 1553. Prva njezina odluka kao kraljice bila je da je ponovno, retroaktivno, učinila brak svoje majke Katarine Aragonske s kraljem Henrikom VIII. valjanim. 

### Wyattova pobuna
U siječnju 1554. godine došlo je do protestantske pobune pod vodstvom Thomasa Wyatta koja je Jane Grey željela vratiti na prijestolje. Toje Mariju natjeralo da tada šesnaestogodišnju Jane Grey i njenog muža prvo zatoči u London Tower, te ubrzo i pogubi dana 12. veljače 1554. godine. U isto vrijeme, pritisnuta pobunom, zatočila je i vlastitu polusestru Elizabetu.

### Restauracija katoličanstva u Engleskoj
Tijekom svoje vladavine Marija je svu svoju pažnju posvetila tome kako bi na neki način poništila posljedice Henrikovog raskola s papom i Katoličkom crkvom, pravne i vjerske posljedice vladavine njezina polubrata Eduarda VI., te kako bi Englesku crkvu vratila u okrilje Katoličke crkve. U tome pravcu parlament je poništio sve zakone iz doba Eduarda VI., a glavne protagoniste prethodne protestantske vlasti progonila je svim sredstvima, pa je oko tri stotine njih i dala pogubiti spaljivanjem na lomači. Najpoznatiji među njima bili su Hugh Latimer, Nicholas Ridley, John Hooper, John Philpot, John Bradford i Thomas Cranmer, sve pristaše reformatora Johna Wycliffea.
Bezuspješno je pokušavala provest novčanu reformu te vratiti zemljoposjede katoličkim samostanima kojima je sve bilo oduzeto u doba Henrika VIII. i njegovog savjetnika Thomasa Cromwella.

### Rat protiv Francuske
Na vanjskopolitičkom planu Marija se, na nagovor svog supruga Filipa uključila u rat protiv Francuske koji je završio pogubno za interese Engleske jer je izgubljen i posljednji komadić francuskog teritorija kojim je vladala Engleska, grad Calais i okolica. To je bio težak udarac na Marijinu vladavinu i ponos engleskoga naroda koji se jasno sjećao zahtjeva za francusko prijestolje kralja Eduarda III.

## Nesretan brak
Čim je zasjela na dugoočekivano englesko prijestolje, car Karlo V. je predložio Mariji da se uda za sina jedinca, Filipa. Oboje su vukli korijene od Johna od Gaunta. To se nije svidjelo ni engleskom plemstvu, a ni puku koji je strahovao od španjolskog preuzimanja prijestolja. Bojali su se da će onda Filip uvesti inkviziciju ili Englesku uvesti u mnogobrojne ratove koji su se tada vodili.
Nakon što je Wyattovu pobunu uspješno svladala, vjenčala se sa, tada jedanaest godina mlađim, Filipom, a isti je prema bračnom ugovoru postao i iure uxoris kralj Engleske ali sve suverene poluge vlasti ostale su - barem na površini - u Marijinim rukama. Nakon što je čitav život strahovala da će umrijeti neudana i bez djece, Marija se ubrzo zaljubila u Filipa koji ju je smatrao neprivlačnom i nakon čestranest mjeseci otputovao u Španjolsku. Zbog ovog vjenčanja Marija je u narodu izgubila početnu potporu i postala izrazito nepopularna. Bilo je očigledno da ju suprug manipulira.
Tijekom svog braka patila je od sindroma lažne trudnoće, bila napuštena od voljenoga supruga. Prije je postala tragična osoba nego tiranin kakvom ju opisuju mnogi povjesničari. Prije smrti sročila je oporuku u kojoj je navela da će njezin suprug Filip biti regent njihovom djetetu do njegove punoljetnosti. 
Navodno je već tada Filip bacio oko na Elizabetu, smatrajući ju intrigantnom. Čak ju je zaprosio, planirajući novi brak s njom.

## Odnos s Elizabetom
Odnos kćeri Henrika VIII. je od Elizabetinog rođenja bilo komplicirano, ali prožeto - ponekad potisnutom - ljubavlju i solidarnosti. Tijekom života Ane Boleyn, Elizabetine majke, Marija ju je služila. Nakon Aninog uhićenja i pogubljenja, Marija je počela propitkivati Elizabetino porijeklo, sumnjajući da su uopće sestre. To je bio rezultat čiste mržnje prema Elizabetinoj majci. No, kada je Marija ponovno zadobila očevu ljubav, ubrzo je vratila i svoju polusestru u njegovu milost.
Tijekom svoje vladavine, Mariju su uvjeravali da njezina lukava, protestantska polusestra planira urotu protiv nje. Unatoč Elizabetinim nastojanjima da udovolji svojoj sestri i kraljici, to Mariji nikada nije bilo sasvim dovoljno. Nakon izvjesnog vremena je Marija naredila njezino uhićenje, strahujući od Elizabetinog puča. Međutim, nikada se njezina pobuna nije mogla dokazati.
Elizabeta će ostaviti upute da ju zakopaju pokraj voljene sestre.

## Smrt
Umrla je 17. studenog 1558., najvjerojatnije od karcinoma jajnika, a kako nije imala toliko željenog djeteta, naslijedila ju je polusestra Elizabeta. Za malo više od četrdeset godina će njezina sestra i nasljednica pokraj nje biti i zakopana.

## Zaostavština
Mariju se najviše pamti po njezinoj predanoj pobožnosti koju je naslijedila od svojih roditelja, prvenstveno Katarine Aragonske, kćeri katoličkih kraljeva. Iako su poznata njezina masovna pogubljenja i spaljivanja krivovjernika, njezine se brojke zapravo ne mogu mjeriti s brojkama u doba njezina oca, Henrika VIII.
| Prethodnik Jane Grey | Kralj Engleske | Nasljednik Elizabeta I. |